# Morderstwo na polu golfowym
Morderstwo na polu golfowym (ang. Murder on the Links) – trzecia powieść detektywistyczna Agaty Christie, napisana w roku 1923. Występuje w niej najbardziej znany bohater autorki – Herkules Poirot.

## Opis fabuły

### Zawiązanie akcji
W książce tej Poirot otrzymuje telegram od milionera Paula Renaulda, który prosi detektywa o przybycie do posiadłości we Francji. Kiedy Poirot przyjeżdża, okazuje się, że Renauld nie żyje; został zasztyletowany, a jego ciało leży na polu golfowym. Żona pana Renaulda twierdzi, że został porwany przez tajemniczych Chilijczyków. W książce tej Arthur Hastings spotyka swoją przyszłą żonę, Dulcie Duveen.

### Rozwiązanie
Po wielu zaskakujących zwrotach akcji, okazuje się, że morderczynią jest młoda Marthe Daubreuil, dziewczyna z sąsiedztwa, zakochana w synu państwa Renauld. Okoliczności ułożyły się na jej korzyść - Paul Renauld znaleziony został przy własnoręcznie wykopanym grobie, ponieważ... tak naprawdę wraz z żoną chcieli upozorować jego śmierć z powodu konfliktu z prawem. Nie przewidzieli jednak, że pan Renauld podczas próby ucieczki faktycznie zostanie zamordowany. Marthe liczyła bowiem na szybkie poślubienie młodego Jacka Renauld, który już wtedy byłby bogatym dziedzicem majątku ojca. Po wpadnięciu na trop morderczyni, Hercules Poirot postanawia przygotować zasadzkę - prowokację do następnej zbrodni, tym razem na pani Renauld. Panna Daubreuil rzeczywiście atakuje. Podczas akcji zatrzymania zbrodniarki dochodzi do szamotaniny między nią a Dulcie Duveen, przyjaciółką Arthura Hastingsa. Marthe Daubreuil przypadkiem uderza głową o marmurowy gzyms kominka i ginie na miejscu.